# Clã Forsyth
O Clã Forsyth é um clã escocês da região das Terras Baixas, Escócia.
O atual chefe é Alistair Forsyth.